# Miljan Mrdaković
Miljan Mrdaković (en serbe cyrillique : Миљан Мрдаковић), né le 6 mai 1982 à Niš en Yougoslavie et mort le 22 mai 2020 à Zvezdara (Serbie), est un joueur de football serbe qui évoluait au poste d'attaquant.

## Biographie

### Carrière en sélection
Avec l'équipe de Serbie olympique, il figure dans le groupe des sélectionnés lors des JO de 2008.

## Palmarès
| Apollon Limassol - Championnat de Chypre : - Meilleur buteur : 2010-11 (21 buts). - Coupe de Chypre : - Finaliste : 2010-11. |  | Jiangsu Sainty - Championnat de Chine : - Vice-champion : 2012. |